# Aceratoneuromyia kamijoi
Aceratoneuromyia kamijoi är en stekelart som beskrevs av Ikeda 1999. Aceratoneuromyia kamijoi ingår i släktet Aceratoneuromyia och familjen finglanssteklar. Inga underarter finns listade i Catalogue of Life.